# Chanson de l'oignon

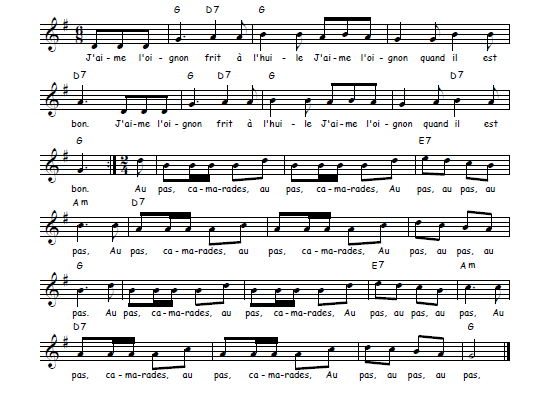
Partition de la Chanson de l'oignon.

La Chanson de l'oignon est un chant militaire anonyme français de la Révolution et du Premier Empire. C'était un des airs favoris des grenadiers de la Garde Impériale.
Le thème de cette chanson est cité, à la note près, par l'appel des cors dans l'ouverture de l'opéra d'Étienne Nicolas Méhul, La Chasse du jeune Henri, créé le 1er mai 1797 salle Favart à Paris. En raison du succès et de la popularité de la Chanson de l'oignon au début du XIXe siècle, il semble fort probable que Méhul en soit l'auteur.
La légende veut que le chant soit né peu avant la bataille de Marengo, le 14 juin 1800. Bonaparte aperçoit des grenadiers qui frottent vigoureusement une croûte de pain. « Que diable frottez-vous donc sur votre pain ? leur demanda-t-il. 
— C'est de l'oignon, mon général.
— Ah ! Très bien, il n'y a rien de meilleur pour marcher d'un bon pas sur le chemin de la gloire. »
La Légion étrangère le conserve à son répertoire.

## Paroles
J'aime l'oignon frit à l'huile,
J'aime l'oignon quand il est bon.
J'aime l'oignon frit à l'huile,
J'aime l'oignon, j'aime l'oignon.
Refrain
Au pas camarades, au pas camarades,
Au pas, au pas, au pas,
Au pas camarades, au pas camarades,
Au pas, au pas, au pas.
Un seul oignon frit à l'huile,
Un seul oignon nous change en lion,
Un seul oignon frit à l'huile,
Un seul oignon nous change en lion.
Refrain
Mais pas d'oignons aux Autrichiens,
Non pas d'oignons à tous ces chiens,
Mais pas d'oignons aux Autrichiens,
Non pas d'oignons, non pas d'oignons.
Refrain
Aimons l'oignon frit à l'huile,
Aimons l'oignon car il est bon,
Aimons l'oignon frit à l'huile,
Aimons l'oignon, aimons l'oignon.
Refrain

## Filmographie
- Girls und Panzer utilise cette chanson dans leur bande-son originale.
- Jean-Roch Coignet (mini-série) chanson entonnée pendant la charge de la Garde impériale.